# Еубулид из Милета
Еубулид из Милета (4. век п.н.е) био је ученик Еуклида, оснивача мегарске филозофске школе. Њему се приписује седам тзв. хваталица које имају и нарочита имена, нпр:
ако неко каже да лаже - лаже ли или говори истину?
Ако се каже да лаже, одговори се да признаје, дакле говори истину. Ако ли се каже да говори истину, одговори се да сам признаје да лаже.